# My Own Worst Enemy
My Own Worst Enemy (wörtlich dt. mein eigener schlimmster Feind) ist eine US-amerikanische Fernsehserie mit Christian Slater in der Hauptrolle, welche am 13. Oktober 2008 ihre Premiere beim Sender NBC feierte. Von Beginn an kein besonderer Zuschauermagnet, besteht die Serie nur aus neun Episoden, da der Sender beschloss, aufgrund unterdurchschnittlicher Quoten, die ursprüngliche Order von 13 Episoden auf neun zu kürzen. Der Inhalt basiert lose auf Robert Louis Stevensons Der seltsame Fall des Dr. Jekyll und Mr. Hyde, mit welchem der zwiegespaltene Hauptdarsteller, sich unter anderem die Namen seiner beiden Charaktere teilt. Zu einer Ausstrahlung im deutschsprachigen Raum kam es bisher nicht.

## Inhalt
Die Serie folgt dem Leben des amerikanischen Geheimagenten Edward Albright und seiner Cover-Personalie, Henry Spivey, der keine Kenntnis von seinem Doppelleben hatte. Albright wurde mit einem implantierten Chip ausgestattet, der seinen Chefs ermöglicht, seine Persönlichkeit zu wechseln, zu jener seiner Tarnidentität, als auch umgekehrt. In der ersten Folge, gab es eine Fehlfunktion, die Albright Persönlichkeiten nach dem Zufallsprinzip wechseln lässt und verursacht das seine zivile Persönlichkeit, von seiner zweiten als Geheimagent erfährt. Ohne wirkliche andere Möglichkeiten für die beiden, bleibt ihnen nichts anderes, außer durch kurze Handy-Video-Botschaften miteinander zu kommunizieren.

## Figuren
- Christian Slater als Henry Spivey/Edward Albright – der Hauptdarsteller
- Mädchen Amick Angie Spivey – Henrys Ehefrau, eine Hausfrau und Mutter seiner beiden Kinder Jack und Ruthy Spivey
- Bella Thorne als Ruthy Spivey – die Tochter
- Taylor Lautner als Jack Spivey – der Sohn
- Alfre Woodard als Mavis Heller – Edwards Chefin in der Geheimorganisation
- Mike O’Malley als Tom Grady/Raymond Carter – Edward Albrights Partner beim Geheimdienst, Tom Grady ist Henry Spivey bester Freund, auch „ihnen“ wurde ein Chip zur Persönlichkeitskontrolle implantiert
- Saffron Burrows als Dr. Norah Skinner – Psychologin der Agentur, welche eine Affäre mit der Persönlichkeit Edward Albright hat
- James Cromwell als Alistair Trumbull – Chef des Projektes, an welchem Henry Spivey/Edward Albright beteiligt sind